# Renicaula junci
Renicaula junci är en insektsart som först beskrevs av De Boer 1968.  Renicaula junci ingår i släktet Renicaula och familjen ullsköldlöss. Inga underarter finns listade i Catalogue of Life.